# Lijst van Australische ministers van Buitenlandse Zaken
Dit artikel bevat een lijst van ministers van Buitenlandse Zaken van Australië.
Van 14 november 1916 tot 21 december 1921 had Australië geen minister van Buitenlandse Zaken. Het is meermaals voorgekomen dat de premier van Australië ook de portefeuille voor Buitenlandse Zaken beheerde. De langst zittende minister was Alexander Downer, van 1996 tot 2007.

## Ministers van Buitenlandse Zaken
| #  | Naam                | Periode functie | Opmerking |
| -- | ------------------- | --------------- | --------- |
| 1  | Edmund Barton       | 1901 - 1903     | PP        |
| 2  | Alfred Deakin       | 1903 - 1904     | PP        |
| 3  | Billy Hughes        | 1904 - 1904     | ALP       |
| 4  | George Reid         | 1905 - 1907     | FT        |
|    | Alfred Deakin       | 1905 - 1908     | FT        |
| 5  | Lee Batchelor       | 1908 - 1909     | NLP       |
| 6  | Littleton Groom     | 1909 - 1910     | PP        |
|    | Lee Batchelor       | 1910 - 1911     | ALP       |
| 7  | Josiah Thomas       | 1911 - 1913     | ALP       |
| 8  | Paddy Glynn         | 1913 - 1914     | CT        |
| 9  | John Arthur         | 1914            | ALP       |
| 10 | Hugh Mahon          | 1914 - 1916     | ALP       |
|    | Billy Hughes        | 1921 - 1923     | NPA       |
| 11 | Stanley Bruce       | 1923 - 1929     | NPA       |
| 12 | James Scullin       | 1929 - 1932     | ALP       |
| 13 | John Latham         | 1932 - 1934     | UP        |
| 14 | George Pearce       | 1934 - 1937     | UP        |
|    | Billy Hughes        | 1937 - 1939     | UP        |
| 15 | Henry Somer Gullett | 1939 - 1940     | UP        |
| 16 | John McEwen         | 1940            | CP        |
| 17 | Frederick Stewart   | 1940 - 1941     | UAP       |
| 18 | H. V. Evatt         | 1941 - 1949     | ALP       |

## Ministers van Buitenlandse Zaken (1949–heden)
| Minister van Buitenlandse Zaken | Minister van Buitenlandse Zaken | Minister van Buitenlandse Zaken | Ambtstermijn                | Ambtstermijn            | Partij(en)        | Premier(s)                    | Kabinet(en)                       | Overige functie(s)    |
| ------------------------------- | ------------------------------- | ------------------------------- | --------------------------- | ----------------------- | ----------------- | ----------------------------- | --------------------------------- | --------------------- |
|                                 | Percy Spender                   | Percy Spender (1897–1985)       | 19 december 1949            | 11 mei 1951             | LP                | Robert Menzies (1949–1966)    | Menzies IV                        |                       |
|                                 | Richard Casey                   | Richard Casey (1890–1976)       | 11 mei 1951                 | 4 februari 1960         | LP                | Robert Menzies (1949–1966)    | Menzies V                         |                       |
| Menzies VI                      | Richard Casey                   | Richard Casey (1890–1976)       | 11 mei 1951                 | 4 februari 1960         | LP                | Robert Menzies (1949–1966)    |                                   |                       |
| Menzies VII                     | Richard Casey                   | Richard Casey (1890–1976)       | 11 mei 1951                 | 4 februari 1960         | LP                | Robert Menzies (1949–1966)    |                                   |                       |
| Menzies VIII                    | Richard Casey                   | Richard Casey (1890–1976)       | 11 mei 1951                 | 4 februari 1960         | LP                | Robert Menzies (1949–1966)    |                                   |                       |
|                                 | Robert Menzies                  | Robert Menzies (1894–1978)      | 4 februari 1960             | 22 december 1961        | LP                | Robert Menzies (1949–1966)    | Premier                           |                       |
|                                 | Garfield Barwick                | Garfield Barwick (1903–1997)    | 22 december 1961            | 24 april 1964           | LP                | Robert Menzies (1949–1966)    | Menzies IX                        | Minister van Justitie |
| Menzies X                       | Garfield Barwick                | Garfield Barwick (1903–1997)    | 22 december 1961            | 24 april 1964           | LP                | Robert Menzies (1949–1966)    |                                   | Minister van Justitie |
|                                 | Paul Hasluck                    | Paul Hasluck (1905–1993)        | 24 april 1964               | 11 februari 1969        | LP                | Robert Menzies (1949–1966)    |                                   |                       |
| Harold Holt (1966–1967)         | Paul Hasluck                    | Paul Hasluck (1905–1993)        | 24 april 1964               | 11 februari 1969        | LP                | Holt I                        |                                   |                       |
| Harold Holt (1966–1967)         | Paul Hasluck                    | Paul Hasluck (1905–1993)        | 24 april 1964               | 11 februari 1969        | LP                | Holt II                       |                                   |                       |
| John McEwen (1967–1968)         | Paul Hasluck                    | Paul Hasluck (1905–1993)        | 24 april 1964               | 11 februari 1969        | LP                | McEwen                        |                                   |                       |
| John Gorton (1968–1971)         | Paul Hasluck                    | Paul Hasluck (1905–1993)        | 24 april 1964               | 11 februari 1969        | LP                | Gorton I                      |                                   |                       |
| John Gorton (1968–1971)         |                                 | Gordon Freeth                   | Gordon Freeth (1914–2001)   | 11 februari 1969        | 12 november 1969  | Gorton I                      | LP                                |                       |
| John Gorton (1968–1971)         |                                 | William McMahon                 | William McMahon (1908–1988) | 12 november 1969        | 22 maart 1971     | LP                            | Gorton II                         |                       |
| William McMahon (1971–1972)     | McMahon                         | William McMahon                 | William McMahon (1908–1988) | 12 november 1969        | 22 maart 1971     | LP                            | Premier                           |                       |
| William McMahon (1971–1972)     | McMahon                         |                                 | Les Bury                    | Les Bury (1913–1986)    | 22 maart 1971     | 1 augustus 1971               | LP                                |                       |
| William McMahon (1971–1972)     | McMahon                         |                                 | Nigel Bowen                 | Nigel Bowen (1911–1994) | 1 augustus 1971   | 5 december 1972               | LP                                |                       |
|                                 | Gough Whitlam                   | Gough Whitlam (1916–2014)       | 5 december 1972             | 30 november 1973        | ALP               | Gough Whitlam (1972–1975)     | Whitlam I                         | Premier               |
| Whitlam II                      | Gough Whitlam                   | Gough Whitlam (1916–2014)       | 5 december 1972             | 30 november 1973        | ALP               | Gough Whitlam (1972–1975)     |                                   | Premier               |
|                                 | Don Willesee                    | Don Willesee (1916–2003)        | 30 november 1973            | 11 november 1975        | ALP               | Gough Whitlam (1972–1975)     |                                   |                       |
| Whitlam III                     | Don Willesee                    | Don Willesee (1916–2003)        | 30 november 1973            | 11 november 1975        | ALP               | Gough Whitlam (1972–1975)     |                                   |                       |
|                                 | Andrew Peacock                  | Andrew Peacock (1939–2021)      | 11 november 1975            | 3 november 1980         | LP                | Malcolm Fraser (1975–1983)    | Fraser I                          |                       |
| Fraser II                       | Andrew Peacock                  | Andrew Peacock (1939–2021)      | 11 november 1975            | 3 november 1980         | LP                | Malcolm Fraser (1975–1983)    |                                   |                       |
| Fraser III                      | Andrew Peacock                  | Andrew Peacock (1939–2021)      | 11 november 1975            | 3 november 1980         | LP                | Malcolm Fraser (1975–1983)    |                                   |                       |
|                                 | Tony Street                     | Tony Street (1926–2022)         | 3 november 1980             | 11 maart 1983           | LP                | Malcolm Fraser (1975–1983)    | Fraser IV                         |                       |
|                                 | Bill Hayden                     | Bill Hayden (1933–2023)         | 11 maart 1983               | 18 augustus 1988        | ALP               | Bob Hawke (1993–1991)         | Hawke I                           |                       |
| Hawke II                        | Bill Hayden                     | Bill Hayden (1933–2023)         | 11 maart 1983               | 18 augustus 1988        | ALP               | Bob Hawke (1993–1991)         |                                   |                       |
| Hawke III                       | Bill Hayden                     | Bill Hayden (1933–2023)         | 11 maart 1983               | 18 augustus 1988        | ALP               | Bob Hawke (1993–1991)         |                                   |                       |
|                                 | Gareth Evans                    | Gareth Evans (1944)             | 18 augustus 1988            | 11 maart 1996           | ALP               | Bob Hawke (1993–1991)         |                                   |                       |
| Hawke IV                        | Gareth Evans                    | Gareth Evans (1944)             | 18 augustus 1988            | 11 maart 1996           | ALP               | Bob Hawke (1993–1991)         |                                   |                       |
| Paul Keating (1991–1996)        | Gareth Evans                    | Gareth Evans (1944)             | 18 augustus 1988            | 11 maart 1996           | ALP               | Keating I                     |                                   |                       |
| Paul Keating (1991–1996)        | Gareth Evans                    | Gareth Evans (1944)             | 18 augustus 1988            | 11 maart 1996           | ALP               | Keating II                    |                                   |                       |
|                                 | Alexander Downer                | Alexander Downer (1951)         | 11 maart 1996               | 3 december 2007         | LP                | John Howard (1996–2007)       | Howard I                          |                       |
| Howard II                       | Alexander Downer                | Alexander Downer (1951)         | 11 maart 1996               | 3 december 2007         | LP                | John Howard (1996–2007)       |                                   |                       |
| Howard III                      | Alexander Downer                | Alexander Downer (1951)         | 11 maart 1996               | 3 december 2007         | LP                | John Howard (1996–2007)       |                                   |                       |
| Howard IV                       | Alexander Downer                | Alexander Downer (1951)         | 11 maart 1996               | 3 december 2007         | LP                | John Howard (1996–2007)       |                                   |                       |
|                                 | Stephen Smith                   | Stephen Smith (1955)            | 3 december 2007             | 14 september 2010       | ALP               | Kevin Rudd (2007–2010)        | Rudd I                            |                       |
| Julia Gillard (2010–2013)       | Stephen Smith                   | Stephen Smith (1955)            | 3 december 2007             | 14 september 2010       | ALP               | Gillard I                     | Minister voor Buitenlandse Handel |                       |
| Julia Gillard (2010–2013)       |                                 | Kevin Rudd                      | Kevin Rudd (1957)           | 14 september 2010       | 22 februari 2012  | ALP                           | Gillard II                        |                       |
| Julia Gillard (2010–2013)       |                                 | Bob Carr                        | Bob Carr (1947)             | 22 februari 2012        | 18 september 2013 | ALP                           | Gillard II                        |                       |
| Kevin Rudd (2013)               | Rudd II                         | Bob Carr                        | Bob Carr (1947)             | 22 februari 2012        | 18 september 2013 | ALP                           |                                   |                       |
|                                 | Julie Bishop                    | Julie Bishop (1956)             | 18 september 2013           | 28 augustus 2018        | LP                | Tony Abbott (2013–2015)       | Abbott                            |                       |
| Malcolm Turnbull (2015–2018)    | Julie Bishop                    | Julie Bishop (1956)             | 18 september 2013           | 28 augustus 2018        | LP                | Turnbull I                    |                                   |                       |
| Malcolm Turnbull (2015–2018)    | Julie Bishop                    | Julie Bishop (1956)             | 18 september 2013           | 28 augustus 2018        | LP                | Turnbull II                   |                                   |                       |
|                                 | Marise Payne                    | Marise Payne (1964)             | 28 augustus 2018            | 23 mei 2022             | LP                | Scott Morrison (2018–2022)    | Morrison I                        |                       |
| Morrison II                     | Marise Payne                    | Marise Payne (1964)             | 28 augustus 2018            | 23 mei 2022             | LP                | Scott Morrison (2018–2022)    |                                   |                       |
|                                 | Penny Wong                      | Penny Wong (1968)               | 23 mei 2022                 | heden                   | ALP               | Anthony Albanese (2022–heden) | Albanese                          |                       |

### Afkortingen
| Afkorting | Partij                         | Opmerkingen                         |
| --------- | ------------------------------ | ----------------------------------- |
| PP        | Protectionist Party            |                                     |
| FT        | Commonwealth Liberal           |                                     |
| ALP       | Australian Labor Party         | sociaaldemocratisch                 |
| LP        | Liberal Party of Australia     | conservatief-liberaal               |
| NLP       | National Labour Party          | nationalistisch/sociaaldemocratisch |
| NPA       | Nationalist Party of Australia | conservatief                        |
| UAP       | United Australian Party        |                                     |
| ACP       | Australian Country Party       |                                     |